# Cinq lois de Ranganathan

Shiyali Ramamrita Ranganathan, à l'origine des cinq lois

Les cinq lois de Ranganathan ont été formulées en 1931, par Shiyali Ramamrita Ranganathan, bibliothécaire et mathématicien indien. En plus de constituer une représentation des bibliothèques largement répandue, acceptée et mise en pratique, elles offrent un cadre pour l’étude tant des bibliothèques que de la profession de bibliothécaire.
Les cinq lois sont les suivantes :
1. Les livres sont faits pour être utilisés.
2. À chaque lecteur son livre.
3. À chaque livre son lecteur.
4. Épargnons le temps du lecteur.
5. La bibliothèque est un organisme en développement[4].

## Aperçu

### 1. Les livres sont faits pour être utilisés
Ranganathan considérait que les livres n’avaient aucune valeur s’ils demeuraient sur leurs étagères. Il rejetait donc toute forme d’entrave à l’accès aux livres par les usagers d’une bibliothèque. Par exemple, au Moyen-Âge, les livres étaient enchaînés à leurs étagères tandis qu’aujourd’hui, certaines bibliothèques obligent les gens à s’inscrire pour avoir le droit de fréquenter les lieux. La première loi de Ranganathan promeut l’accès libre aux collections et le développement de systèmes en favorisant l’utilisation (étagères adéquates, signalétique, système de classement des livres, etc.).

### 2. À chaque lecteur son livre
La réalisation de la deuxième loi repose largement sur la référence. Le bibliothécaire veille à mettre sur pied une collection répondant aux besoins des usagers. Il doit connaître à la fois les livres et les usagers et travailler à diriger chaque lecteur vers le livre qui lui convient.

### 3. À chaque livre son lecteur
La troisième loi concerne l’accès aux livres. Un livre dont tous ignorent la présence dans la collection ne sert à rien. Des systèmes de classification et d’indexation de qualité sont primordiaux.

### 4. Épargnons le temps du lecteur
D’après cette loi, les usagers doivent toujours se trouver au centre des préoccupations de la bibliothèque. Toutes les décisions prises doivent contribuer d’abord et avant tout à leur assurer l’accès le plus complet et le plus efficace possible aux ressources de la bibliothèque.

### 5. La bibliothèque est un organisme en développement
Dans la cinquième loi, Ranganathan apparente la bibliothèque à un organisme vivant, dont la croissance passe tant par l’ajout de nouvelles ressources que par l’abandon de celles qui ne sont plus utiles (élagage). Les bibliothèques doivent également collaborer afin de répondre adéquatement aux besoins des usagers.

## La bibliothèque invisible
L’arrivée du numérique a bouleversé les cinq lois de Ranganathan. Les possibilités amenées par la grande quantité d’information disponible aujourd’hui n’ont d’égales que les défis rencontrés pour la rendre accessible. Dans un article publié par le Library Journal, Michèle V. Cloonan et John G. Dove utilisent l’appellation « bibliothèque invisible » pour désigner des ressources électroniques impossibles à repérer par une personne ignorant leur existence parce que mal intégrées aux canaux à travers lesquels les usagers recherchent l’information. Cela se produit, par exemple, lorsque le catalogue d’une bibliothèque ne dispose pas de notice MARC pour une ressource électronique. La bibliothèque invisible constitue une entrave à la troisième loi de Ranganathan (« À chaque livre son lecteur »), puisqu’une ressource impossible à repérer ne pourra jamais trouver son lecteur.

## Variations
En 1998, Michael Gorman, ancien président de l'American Library Association, et Walt Crawford ont proposé cette mise à jour des cinq lois de Ranganathan:
1. Les bibliothèques servent l’humanité.
2. Respectez toutes les formes par lesquelles le savoir est transmis.
3. Utilisez la technologie intelligemment pour développer les services.
4. Protégez le libre accès au savoir.
5. Honorez le passé et créez le futur[6],[8].

En 2004, Alireza Noruzi a énoncé une version des cinq lois adaptée au contexte du web:
1. Les ressources du web sont faites pour être utilisées.
2. À chaque utilisateur sa ressource.
3. À chaque ressource son utilisateur.
4. Épargnez le temps de l’utilisateur.
5. Le web est un organisme en développement[6].

En 2008, la bibliothécaire Carol Simpson a proposé une reformulation des lois tenant compte de la grande variété des médias:
1. Les médias sont faits pour être utilisés.
2. À chaque usager son information.
3. À chaque médium son utilisateur.
4. Épargnez le temps de l'usager.
5. La bibliothèque est un organisme en développement[5].

En 2019, Basheerhamad Shadrach a publié ses cinq lois du savoir, largement inspirées des cinq lois de Ranganathan:
1. Le savoir est fait pour être utilisé sous de multiples formats.
2. Chaque citoyen a le droit d'accéder à tous les formats de savoir.
3. La savoir est offert à tous sans discrimination.
4. Épargnez le temps de tous ceux qui recherchent de l'information.
5. Le système du savoir évolue avec le temps afin de réaliser les objectifs précédents[1].